# 1879 في المملكة المتحدة
فيما يلي قوائم الأحداث التي وقعت خلال عام 1879 في المملكة المتحدة.

## رياضة
- 1 يناير – بطولة ويمبلدون 1879

## مواليد

### يناير
- 1 يناير – إي. إم. فورستر
- 1 يناير – إيرنست جونز
- 1 يناير – فريدريك غريفيث
- 10 يناير – بوبي ووكر لاعب كرة قدم اسكتلندي.

### فبراير
- 23 فبراير – أغنس أربر عالمة نبات بريطانية.

### مارس
- 3 مارس – جورج ويلكنسون سبّاح من المملكة المتحدة.
- 16 مارس – مارك سايكس
- 29 مارس – ألان جاردنر
- 31 مارس – جاك بالمر

### أبريل
- 12 أبريل – آرثر جونسون لاعب كرة قدم إنجليزي.
- 24 أبريل – فرنسيس همفريز
- 26 أبريل – أوين ريتشاردسون فيزيائي بريطاني.
- 26 أبريل – اريك كامبل ممثل بريطاني.

### مايو
- 30 مايو – فانيسا بيل فنانة بريطانية.

### يونيو
- 3 يونيو – فيفيان وودوارد لاعب كرة قدم إنجليزي.
- 8 يونيو – إثيل تومسون لاركومبي

### أغسطس
- 6 أغسطس – ألفريد بيميش لاعب كرة مضرب من المملكة المتحدة.

### سبتمبر
- 13 سبتمبر – كريزويل

### أكتوبر
- 15 أكتوبر – أليس غرين لاعبة كرة مضرب بريطانية.

## وفيات

### يناير
- 1 يناير – ويليام بالمر (مواليد 1811) ثيولوجي من المملكة المتحدة.

### مارس
- 3 مارس – ويليام كليفورد (مواليد 1845)

### يوليو
- 14 يوليو – توماس ماكلير (مواليد 1794) عالم فلك جنوب أفريقي.

### أغسطس
- 6 أغسطس – يوهان فون لامونت (مواليد 1805)

### أكتوبر
- 17 أكتوبر – جون ميرز (مواليد 1789) عالم نبات من المملكة المتحدة.

### نوفمبر
- 5 نوفمبر – جيمس كليرك ماكسويل (مواليد 1831)

### ديسمبر
- 6 ديسمبر – وليام بوكسال (مواليد 1800) فنان بريطاني.